# شاو تينغ
شاو تينغ (بالصينية: 邵婷) مواليد 10 ديسمبر 1989، هي لاعبة كرة سلة صينية. تلعب في الدوري الصيني لكرة السلة للسيدات. يبلغ طولها 6 قدم 0 بوصة (1.8 م). مثلت منتخب بلادها. شاركت في دورة الألعاب الأولمبية الصيفية سنة 2016.

## سجل المنافسة
شاركت في المنافسات التالية:
- الألعاب الأولمبية الصيفية 2016
- كأس العالم لكرة السلة للسيدات 2014

## روابط خارجية
- شاو تينغ على موقع الاتحاد الدولي لكرة السلة (الإنجليزية)
- شاو تينغ على موقع الاتحاد الوطني لكرة السلة النسائية (الإنجليزية)
- شاو تينغ على موقع كرة السلة الأوروبية.كوم (الإنجليزية)
- شاو تينغ على موقع سبورتس رفرنس (الإنجليزية)
- شاو تينغ على موقع سبورتس رفرنس (الإنجليزية)
- شاو تينغ على موقع اللجنة الأولمبية الدولية (الإنجليزية)
- شاو تينغ على موقع أوليمبيديا (الإنجليزية)
- شاو تينغ على موقع اللجنة الأولمبية الصينية (الإنجليزية)